# Ян Опалінський (чашник коронний)
Ян Опалінський (пол. Jan Opaliński; 1642—1682) — державний і політичний діяч, урядник Королівства Польського в Речі Посполитій.

## Життєпис
Походив зі впливового шляхетського роду Опалінських гербу Лодзя. Старший син Лукаша Опалінського, великого маршалка коронного, і Ізабели Тенчинської. Народився 1642 року.
У 1661 року отримав староство блонське. 1662 року призначається на посаду чашника коронного, яку обіймав до самої смерті. 1668 року обирається від Сандомирського воєводства на абдикаційний сейм, де підписав зречення від влади короля Яна II Казимира. У 1668 році обирається на елекційний сейм, де підтримав кандидатуру Міхала Корибута Вишневецького. Невдовзі отримав староство гузовське.
1670 року одружився з представницею роду Зебжидовських. 1674 році обирається від Сандомирського воєводства на елекційний сейм, де підтримав Яна Собеського. 1676 року дружина Опалінського помирає. 1682 року Ян Опалінський помер.

## Родина
Дружина — Гелена, донька Міхала Зебжидовського, воєводи краківського.
Дітей не було.